# 12936 Glennschneider
12936 Glennschneider eller 2549 P-L är en asteroid i huvudbältet som upptäcktes den 24 september 1960 av den nederländsk-amerikanske astronomen Tom Gehrels och det nederländska astronomparet Ingrid van Houten-Groeneveld och Cornelis Johannes van Houten vid Palomarobservatoriet. Den är uppkallad efter Glenn Schneider.
Asteroiden har en diameter på ungefär 5 kilometer och den tillhör asteroidgruppen Koronis.